# Promotor (fysische chemie)
Een promotor is een stof of element die (meestal in kleine hoeveelheden) een proces versnelt of in gunstige zin bevordert. In de katalyse is het een stof die de werkzaamheid van een katalysator sterk verhoogt. Dit kan door bijvoorbeeld de oplosbaarheid van de katalysator te verhogen, zodat een meer homogeen systeem bekomen wordt.
In de flotatie is een promotor een stof die de adsorptie van de activator en daardoor het flotatieproces stimuleert.